# قهرمان بازی ۲
قهرمان بازی ۲ (هندی: Heropanti 2) یک فیلم اکشن هندی زبان که در سال ۲۰۲۲ منتشر شد. به کارگردانی احمد خان، نویسندگی راجات آرورا و تهیه کنندگی ساجید نادیادوالا این فیلم به عنوان دنباله ای برای فیلم قهرمان بازی محصول ۲۰۱۴ عمل می‌کند. تایگر شروف، نوازالدین صدیقی و تارا سوتاریا از بازیگران اصلی این فیلم هستند. فیلم در ۲۹ آوریل ۲۰۲۲ منتشر شد.
این فیلم نقدهای منفی از منتقدان دریافت کرد.

## داستان
مردی ابر قهرمان، که ناجی مردم است توسط دولت هند به روسیه اعزام می‌شود. او در آنجا ماموریت کشتن نیروهای روسی را بر عهده دارد. اما به نوعی مشکلی پیش می‌آید و تمام دنیا فکر می‌کنند که این رهبر نیروهای روسیه است.

## تولید
فیلمبرداری اصلی در هفته اول ژوئن ۲۰۲۱ آغاز شد. و در اکتبر ۲۰۲۱ تمام شد.